# どさんこ食堂
『どさんこ食堂』（どさんこしょくどう）は2018年4月1日から2019年3月31日まで放送された、札幌テレビ放送（STV）のミニ番組、番宣番組。

## 概要
北海道札幌市中央区のどこかにある創業60年の小さな老舗食堂「どさんこ食堂」を舞台に、常連客役のSTVアナウンサーがSTVで放送されるテレビ番組の最新情報を持ってくる。

## 放送時間
いずれも日本標準時、STVでの放送時間。
- 火曜日 - 金曜日 0時54分 - 0時59分（月曜日深夜 - 木曜日深夜）
- 金曜日 10時25分 - 10時30分
- 土曜日/日曜日 20時54分 - 21時00分（不定期放送）

### どさんこ食堂おかわり
- 木曜日 1時25分 - 1時30分（水曜日深夜）

### 大盛り!どさんこ食堂
- 日曜日 1時50分 - 2時00分（土曜日深夜）

## 出演者
いずれも出演当時はSTVアナウンサー。
- 大家彩香、小笠原舞子、大慈弥レイ、村雨美紀、久保朱莉、西尾優希
食堂の看板娘。
- 佐藤宏樹、北本隆雄
食堂の店員。
- 木村洋二、永井公彦、高山幸代、萩原隆雄、宮永真幸、福永俊介、内山佳子、熊谷明美、吉川典雄、岡崎和久、急式裕美、藤井孝太郎、神谷誠、工藤聖太、木戸聡彦
食堂の常連客。肩書は様々。

### ポスター
- 高山幸代 - ビールを持っている。
- 小笠原舞子、大慈弥レイ、村雨美紀 - 前番組『すすめ!みらい戦隊!!』の衣装。